# Законик књаза Данила
Законик књаза Данила, односно Законик Данила Првог или једноставно Данилов законик (слсрп. Законикъ Данійла Првогъ Княза и Господара слободне Црне Горе и Брдахъ установлѣнъ 1855 годинѣ на Цетинѣ) је био општи законик у Књажевини Црној Гори, који је донет 1855. године, на иницијативу тадашњег црногорско-брдског књаза Данила I (1852-1860). Доношењем овог законика, настављене су реформе у циљу изградње савременог државно-правног поретка. Законик је првобитно штампан у Новом Саду, а његови преводи су потом објављени у Француској, Италији и Пољској. Најзначајније одредбе су оне које се односе на уставноправна питања, као што су положај човјека и грађанина, положај књаза као врховног господара, права и положај судова и обавезе грађана у одбрани отаџбине. Овим законом је довршено рушење патријархалног начина живота, укинута самосталност племена, учвршћена државна власт, што није прошло без отпора. Законик је имао 95 чланова, а његово доношење је наишло на значајан одјек у широј јавности.